# Chevrolet Corvette C3
La Chevrolet Corvette C3 è una autovettura sportiva, terza generazione dell'omonimo modello, prodotta dalla General Motors con il marchio Chevrolet a partire dal 1967 al 1982.

## Storia
La terza generazione della Corvette è conosciuta anche come Mako Shark e venne anch'essa disegnata da Larry Shinoda. La C3 iniziò nel 1967 per concludersi nel 1982. Lo stile di questa vettura si dimostrò molto innovativo.

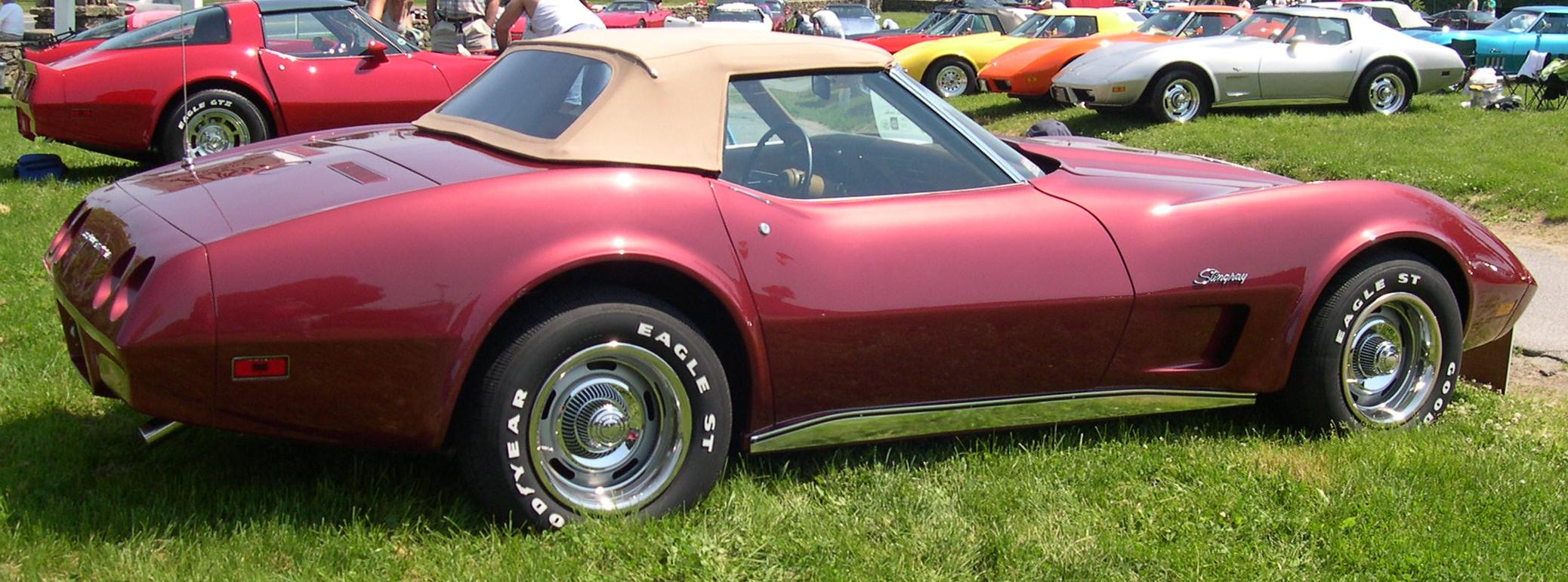
Vista laterale della C3 Cabrio

Nel 1969 la General Motors portò la cilindrata del suo motore Small-block a 5,7 L (350 in³) e fu introdotto un nuovo propulsore L46 350 V8 dalla potenza di 350 CV. Nello stesso periodo venne introdotta la ZL1 equipaggiata con un propulsore V8 ZL1 dalla potenza dichiarata di 430 CV gestito da un cambio M22 manuale a quattro velocità. Era inoltre dotata di un telaio tubolare in acciaio avvolto da una carrozzeria in fibra di vetro e di sospensioni sportive formate da doppi bracci trasversali, molle elicoidali, ammortizzatori telescopici e barre stabilizzatrici nella sezione anteriore e da assali a battente con bracci longitudinali, balestre trasversali semi-ellittiche e ammortizzatori telescopici in quella posteriore. L'impianto frenante era costituito da freni a disco ventilati.
L'anno successivo il motore da 7 L fu portato a 7,4 L (454 in³). Sempre nel 1970 il motore LT-1 toccava i 370 hp (276 kW) mentre nel 1971 il 7,4 L arrivò a 425 hp (317 kW).
Con questi motori si toccarono gli apici massimi della potenza. Poi i motori divennero sempre meno potenti. Questo era dovuto sia all'adozione da parte della Chevrolet della normativa SAE, come standard di misurazione di questo valore, come all'introduzione della benzina senza piombo, dei catalizzatori e delle norme sul controllo delle emissioni. Nel 1975 il motore L82 erogava 165 hp (123 kW) mentre il motore L82, disponibile come optional, ne produceva 205 (153 kW). Nel 1982 il motore L83 che equipaggiava le C3 sviluppava 200 hp (149 kW). Questi valori rimasero sostanzialmente stabili per un lungo periodo.
Esteticamente la C3 rappresentò l'ultima Corvette dotata di paraurti cromati. Nel 1973 venne sostituito il paraurti anteriore cromato con un fascione in materiale plastico che poteva assorbire urti fino a cinque miglia orarie (8 km/h). Per questa sua caratteristica veniva indicato come 5 mph. Venne mantenuto invece il paraurti posteriore in metallo cromato, che però venne rimosso l'anno successivo rendendo così il modello del 1973 l'ultimo dotato di questo tipo di paraurti.

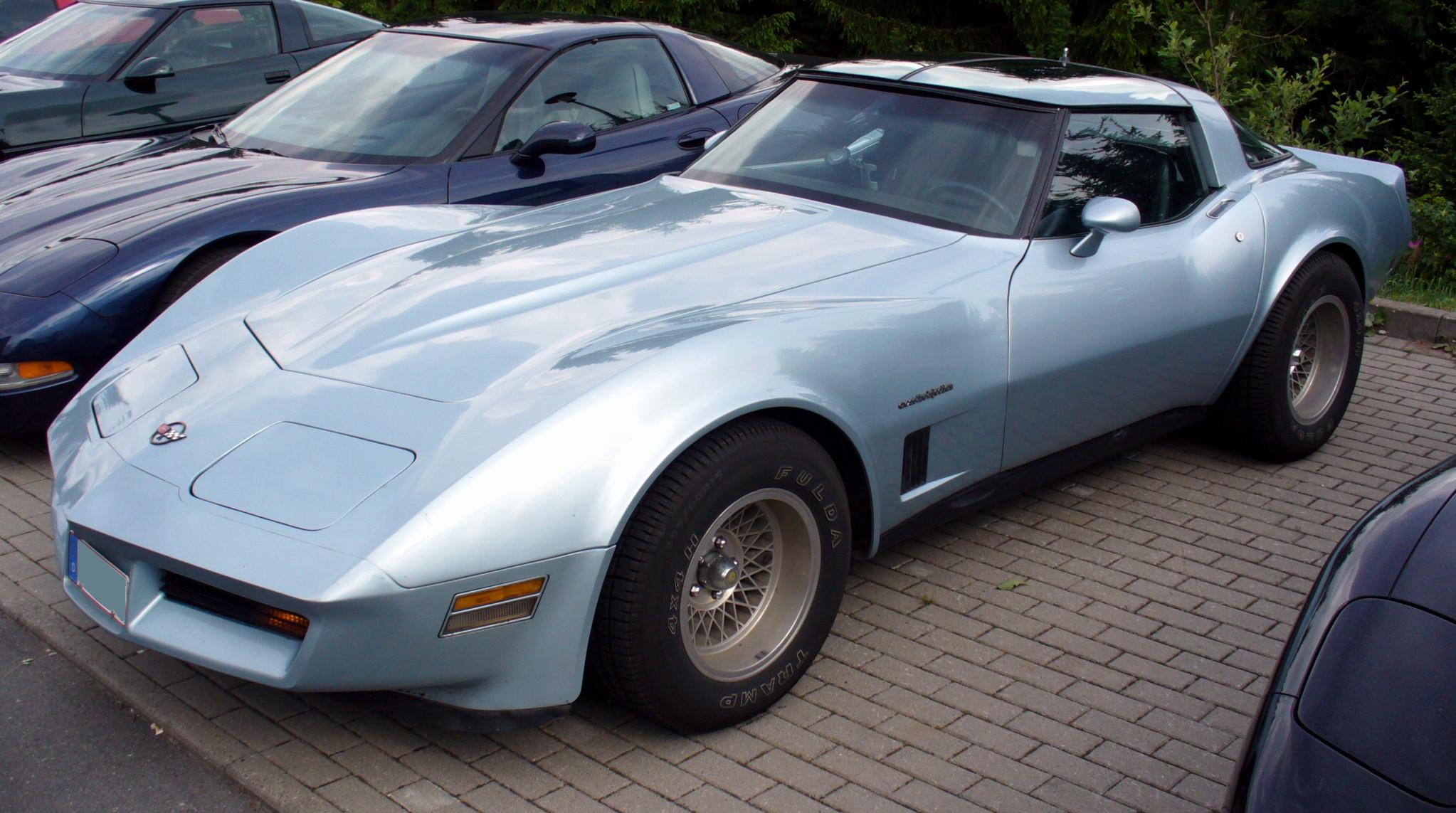
Corvette C3 1982

Nel 1975 fu tolta dal listino il modello Convertible (decappottabile).
Nel 1978 venne montato il lunotto posteriore a bolla.
Nel 1980 la Corvette fu sottoposta a un'ampia rivisitazione acquistando delle linee più aerodinamiche in modo da ridurre la resistenza all'avanzamento, il valore di Cx, della vettura.

## Attività sportiva

### 25th Anniversary

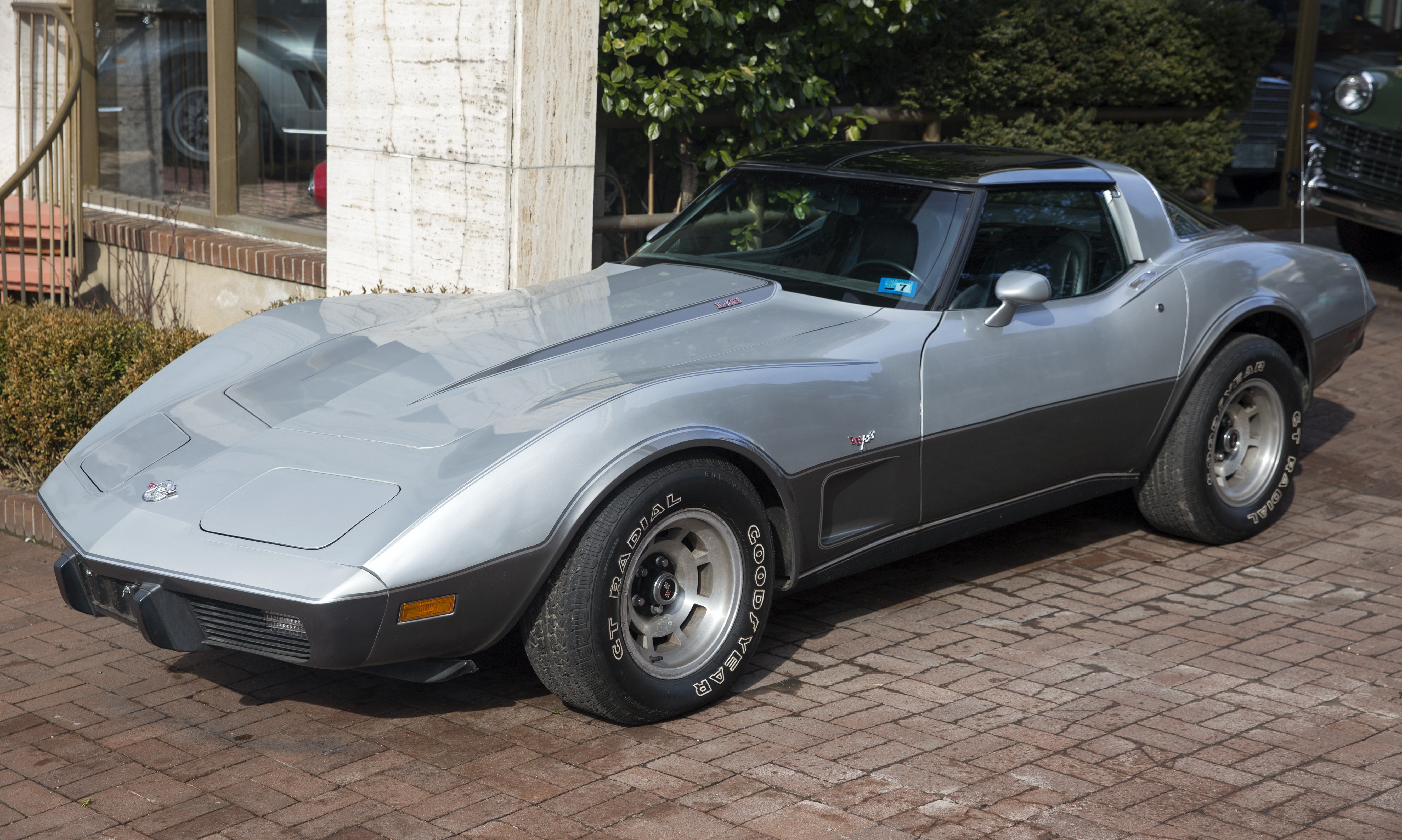
Una Chevrolet Corvette C3 25th Anniversary

Per commemorare i 25 anni di produzione della Corvette, nel 1978 venne creata una versione speciale dotata di livrea bicolore grigio-nera utilizzata come pace car per la Indy 500.

### Sbarro Corvette
Nel 1968 Henri Greder e Bob Lutz coinvolsero George Filipinetti, capo dell'omonimo team automobilistico, ad iscrivere due Chevrolet Corvette C3 alla 24 Ore di Le Mans. Per la preparazione delle vetture alla corsa ci si rivolse a Franco Sbarro, il quale le assemblò sotto la direzione di Zora Arkus Duntov in persona. Le vetture montavano un propulsore V8 da 500 CV gestito da un cambio M22 a quattro velocità. L'impianto frenante era costituito da freni a disco ventilati con pinze dotate di quattro pistoncini. La sospensione anteriore era indipendente con bracci e molle elicoidali, mentre quella posteriore era indipendente con balestra trasversale.
Durante la corsa le due vetture furono in testa alla classe GT nelle prime ore di gara, ma poi furono costrette entrambe al ritiro. Ciò nonostante vennero nuovamente impiegate per altre competizioni minori (come il Tour de France Automobile) e addirittura una di esse venne iscritta per sei volte alla 24 Ore di Le Mans, ottenendo il record assoluto di presenze di una vettura.

### Greenwood IMSA Corvette
Nel 1974 il pilota John Greenwood, veterano di competizioni su Corvette, lanciò una propria versione da competizione della C3 per le gare del campionato IMSA. A differenza delle precedenti vetture che erano dotate di un telaio derivato dai modelli di serie, questa versione della Corvette ne montava uno tubolare costruito in collaborazione con Zora Arkus-Duntov. Le sospensioni erano dotate di doppi bracci trasversali con molle elicoidali e ammortizzatori regolabili. Il propulsore equipaggiato era un Chevrolet ZL1 V8 elaborato per erogare la potenza di 700 cv. Il corpo vettura era stato ingrandito per ospitare gli pneumatici maggiorati da gara e per gestire la deportanza era stato aggiunto uno spoiler nella sezione posteriore del mezzo. Tra il 1974 e il 1976 la vettura corse numerose volte (anche in mano a piloti privati) e tra i maggiori risultati si segnalano alcune vittorie alla 24 Ore di Daytona. L'affidabilità minò però le prestazioni della Corvette nella gran parte delle corse a cui prese parte (tra cui la 24 Ore di Le Mans del 1976, dove fece registrare la velocità record di 354 km/h sul rettilineo dell'autodromo).